# تان تشنغ بوك
تان تشنغ بوك (بالصينية: 陈清木) (بالإنجليزية: Tan Cheng Bock)‏ هو سياسي سنغافوري، ولد في 26 أبريل 1940 في سنغافورة. حزبياً، نشط في حزب العمل الشعبي. وقد انتخب عضو مجلس الشعب السنغافوري.